# سيدي سار
سيدي سار (بالفرنسية: Sidy Sarr)‏ (مواليد 5 يونيو 1996) هو لاعب كرة قدم سنغالي دولي يجيد اللعب كلاعب وسط لصالح نادي كورتريك البلجيكي.

## روابط خارجية
- سيدي سار على موقع قاعدة بيانات كرة القدم.إي يو (الإنجليزية)
- سيدي سار على موقع ناشيونال فوتبول تيمز (الإنجليزية)
- سيدي سار على موقع Soccerway.com (الإنجليزية)